# Sette minuti
Cet article concerne le film de Michele Placido. Pour le film de Jay Martin, voir Sept Minutes.
Pour plus de détails, voir Fiche technique et Distribution.
Sette minuti est un film italo-franco-suisse co-écrit et réalisé par Michele Placido, sorti en 2016.
Le film a été présenté au 11e Festival international du film de Rome et au Festival international du film de Tokyo. Inspiré d'une histoire vraie qui s'est déroulée à Yssingeaux, il est basé sur une pièce de théâtre du même nom de Stefano Massini,, et publiée par L'Arche Éditeur en mars 2018.

## Synopsis
Une entreprise textile est reprise par une multinationale étrangère. Le nouveau propriétaire semble déterminé à ne pas faire de licenciements mais demande aux onze travailleuses de signer une clause spéciale prévoyant une réduction de sept minutes du temps de déjeuner. Le développement du débat entre les travailleuses conduira chacune d'entre elles à une réflexion profonde.
Un regard représentatif de la société européenne d'aujourd'hui où les travailleurs sont de moins en moins protégés en présence d'un « patron » de plus en plus anonyme.

## Fiche technique
- Titre : Sette minuti
- Réalisation : Michele Placido
- Scénario : Michele Placido, Stefano Massini et Toni Trupia (it)
- Costumes : Andrea Cavalletto
- Photographie : Arnaldo Catinari
- Montage : Consuelo Catucci
- Musique : Paolo Buonvino
- Production : Federica Vincenti
- Distribution : Koch Media
- Pays d'origine :  Italie |  France |  Suisse
- Langue: italien
- Format : couleur - 35 mm
- Genre : drame
- Durée : 88 minutes
- Dates de sortie :
  - Italie : 21 octobre 2016 (Festival international du film de Rome), 3 novembre 2016 (sortie nationale)
  - France : 6 décembre 2017

## Distribution
- Ottavia Piccolo : Bianca
- Cristiana Capotondi : Isabella
- Ambra Angiolini : Greta
- Fiorella Mannoia : Ornella
- Violante Placido : Marianna
- Clémence Poésy : Hira
- Maria Nazionale : Angela
- Balkissa Maiga : Kidal
- Sabine Timoteo : Micaela
- Luisa Cattaneo : Sandra
- Erika D'Ambrosio : Alice
- Anne Consigny  : madame Rochette
- Michele Placido :  Michele Varazzi, le propriétaire de l'usine

## Sortie

### Avant première
Le film est sélectionné par la CFDT comme sujet de débat sur le dialogue social à l'occasion d'une manifestation organisée avec la CFTC et l'UNSA pour le 1er mai 2018.

## Distinctions

### Sélection
- Festival international du film de Rome 2016 : en sélection officielle.
- Festival international du film de Tokyo